# Бурито

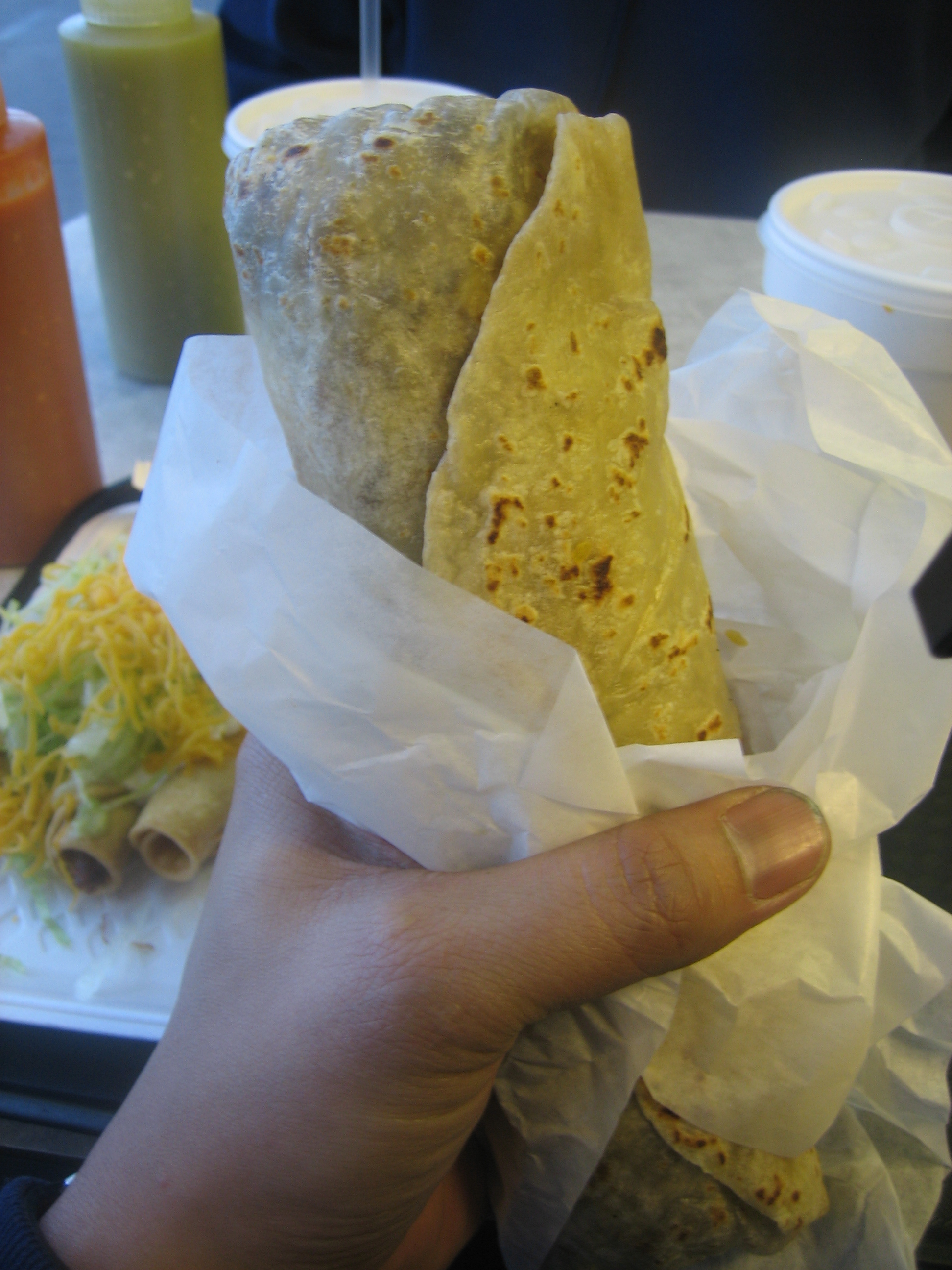
Бурито

Бурито (ісп. burrito, зменш. від ісп. burro — віслюк) — мексиканська страва, що складається з м'якого пшеничного коржа (тортильї), в який загорнута різноманітна начинка, наприклад, фарш, квасоля, рис, помідори, авокадо або сир. Іноді також додається салат і сметана або томатний соус на основі перцю чилі.
На відміну від фахіти, бурито подається вже готовим, з начинкою всередині, в той час як для фахіти начинку подають окремо від тортильї, і кожен самостійно вибирає, що саме загорнути в тортилью.
Смажені у фритюрі бурито називаються чимічанга, і, на відміну від кукурудзяної енчилади, виготовляються з пшеничного борошна.